# Eleccions legislatives de Polinèsia Francesa de 2001
Les eleccions legislatives de Polinèsia Francesa de 2001 es van dur a terme a la Polinèsia Francesa el 6 de maig de 2001 per a renovar els 49 membres de l'Assemblea de la Polinèsia Francesa. El partit més votat fou novament el Tahoera'a Huiraatira, però amb un fort augment dels independentistes d'Oscar Temaru.

## Resultats
Resultat de les eleccions legislatives a l'Assemblea de la Polinèsia Francesa de 6 de maig de 2001 
| Aliances i partits                          | Vots | % | Escons |
| ------------------------------------------- | ---- | - | ------ |
| Tahoera'a Huiraatira (Reagrupament Popular) |      |   | 28     |
| Tavini Huiraatira-FLP                       |      |   | 13     |
| Fetia Api (Nouvelle Etoil)                  |      |   | 7      |
| Tapura Amui No Tuhaa Pae                    |      |   | 1      |
| Total                                       |      |   | 49     |
|                                             |      |   |        |